# Palo
Palo – gmina w Hiszpanii, w prowincji Huesca, w Aragonii, o powierzchni 14,41 km². W 2011 roku gmina liczyła 30 mieszkańców.